# Oligosarcus
Genre
Oligosarcus est un genre de poissons de la famille des Characidae.

## Distribution
Les espèces du genre Oligosarcus se rencontrent dans les rivières du sud-est du Brésil, les lagunes côtières du Rio Grande do Sul et de l'Uruguay, en Argentine dans les cours d'eau du Bassin de la Plata, et les cours d'eau du versant atlantique de la province de Buenos Aires, jusqu'à Bahía Blanca, au Paraguay et en Bolivie.

## Description

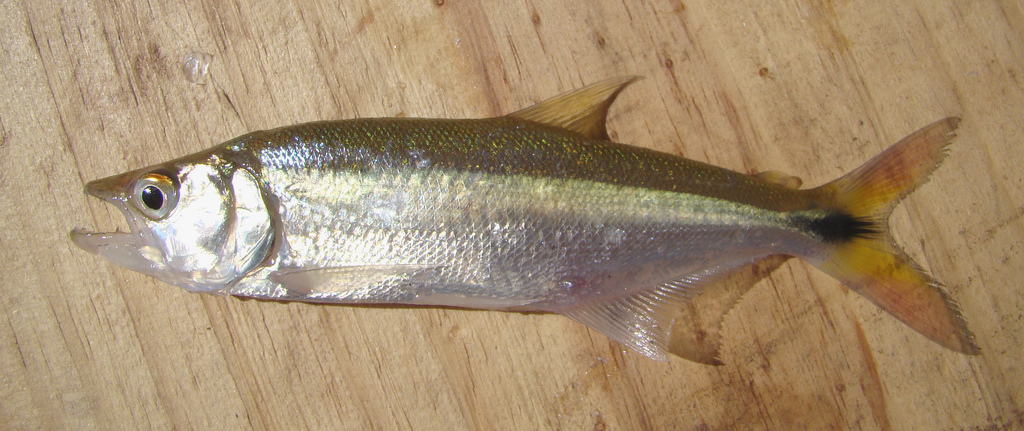
Oligosarcus robustus

Ce sont des espèces carnivores, consommatrices d'insectes et de crustacés et, dans une moindre mesure, d'autres poissons.

## Liste des espèces
Selon FishBase (12 juin 2015):
- Oligosarcus acutirostris Menezes, 1987
- Oligosarcus argenteus Günther, 1864
- Oligosarcus bolivianus (Fowler, 1940)
- Oligosarcus brevioris Menezes, 1987
- Oligosarcus hepsetus (Cuvier, 1829)
- Oligosarcus itau Mirande, Aguilera & Azpelicueta, 2011
- Oligosarcus jacuiensis Menezes & Ribeiro, 2010
- Oligosarcus jenynsii (Günther, 1864)
- Oligosarcus longirostris Menezes & Géry, 1983
- Oligosarcus macrolepis (Steindachner, 1877)
- Oligosarcus menezesi Miquelarena & Protogino, 1996
- Oligosarcus oligolepis (Steindachner, 1867)
- Oligosarcus paranensis Menezes & Géry, 1983
- Oligosarcus perdido Ribeiro, Cavallaro & Froehlich, 2007
- Oligosarcus pintoi Amaral Campos, 1945
- Oligosarcus planaltinae Menezes & Géry, 1983
- Oligosarcus robustus Menezes, 1969
- Oligosarcus schindleri Menezes & Géry, 1983
- Oligosarcus solitarius Menezes, 1987

## Publication originale
- Günther, 1864 : Catalogue of the fishes in the British Museum. Catalogue of the Physostomi, containing the families Siluridae, Characinidae, Haplochitonidae, Sternoptychidae, Scopelidae, Stomiatidae in the collection of the British Museum. vol. 5, p. 1-455.